# Список послов России и СССР в Сербии
В статье представлен список послов СССР и России в Сербии (в 1940—2003 — Югославии, в 2003—2006 — Государственном Союзе Сербии и Черногории).

## Хронология дипломатических отношений
- 1838 г. — установление дипломатических отношений на уровне консульств.
- 1878 г. — консульства преобразованы в миссии.
- 1917 г. — дипломатические отношения прекращены после Октябрьской революции.
- 24 июня 1940 г. — установление дипломатических отношений на уровне миссий.
- 8 мая 1941 г. — дипломатические отношения прекращены правительством СССР.
- 21 августа 1941 г. — восстановление дипломатических отношений на уровне миссий.
- 1941 — 1943 гг. — дипломатические отношения осуществлялись через посольство СССР при Союзных правительствах в Лондоне.
- 14 сентября 1942 г. — преобразование миссий в посольства.
- 1943 — 1945 гг. — дипломатические отношения осуществлялись через миссию СССР в Египте.

## Список послов
| Срок полномочий                    | Посол                                           | Годы жизни | Вручение верительных грамот | Комментарии |
| ---------------------------------- | ----------------------------------------------- | ---------- | --------------------------- | --- |
| Российская империя                 |                                                 |            |                             | |
| 1837                               | Василий Андреевич Долгоруков                    | 1804—1868  |                             | С особым поручением |
| Февраль 1838 — май 1843            | Герасим Васильевич Ващенко                      | 1790—?     |                             | Консул до апреля 1839, затем генеральный консул                                                                             |
| май 1843 — 1849                    | Яков Иванович Данилевский                       | 1789—1855  |                             | Генеральный консул |
| 1849 — 1851                        | Дмитрий Сергеевич Лёвшин                        | 1801—1871  |                             | Генеральный консул |
| 1851 — 5 июля 1853                 | Фёдор Антонович Туманский                       | 1799—1853  |                             | Генеральный консул |
| 1853 — 1856                        | Николай Якимович Мухин                          | ум. 1873   |                             | Генеральный консул |
| 1856 — 1860                        | Михаил Рафаилович Милашевич                     | ум. 1885   |                             | Генеральный консул |
| 26 сентября 1860 — 27 июля 1863    | Александр Георгиевич Влангали                   | 1823—1908  |                             | Генеральный консул |
| 8 августа 1863 — 25 марта 1875     | Николай Павлович Шишкин                         | 1830—1902  |                             | Генеральный консул и дипломатический агент с 4 мая 1868                                                                     |
| 25 марта 1875 — 7 августа 1877     | Андрей Николаевич Карцов                        | 1835—1907  |                             | Генеральный консул и дипломатический агент                                                                                  |
| 7 августа 1877 — 13 апреля 1895    | Александр Иванович Персиани                     | 1842—1896  |                             | Генеральный консул и дипломатический агент до 12 августа 1878, затем до 10 марта 1889 — министр-резидент, затем — посланник |
| 1894 — 25 апреля 1895              | Анатолий Васильевич Неклюдов                    | 1856—1934  |                             | Поверенный в делах |
| 25 апреля 1895 — 4 февраля 1897    | Роман Романович Розен                           | 1847—1921  |                             | Посланник |
| 4 февраля — 11 ноября 1897         | Александр Петрович Извольский                   | 1856—1919  |                             | Посланник |
| 11 ноября 1897 — 16 ноября 1899    | Валерий Всеволодович Жадовский                  | 1847—1921  |                             | Посланник |
| 16 сентября 1900 — 1904            | Николай Валерьевич Чарыков                      | 1855—1930  |                             | Посланник |
| 1903 — 1904                        | Владимир Владимирович Муравьёв-Апостол-Коробьин | 1864—1937  |                             | Поверенный в делах |
| 1904 — 1906                        | Константин Аркадьевич Губастов                  | 1845—1919  |                             | Посланник |
| 1906 — 1909                        | Василий Сергеевич Сергеев                       | 1857—1910  |                             | Посланник |
| 17 июня 1909 — 10 июля 1914        | Николай Генрихович Гартвиг                      | 1857—1914  |                             | Посланник |
| 10 июля 1914 — 1914                | Василий Николаевич Штрандтман                   | 1877—1963  |                             | Поверенный в делах |
| 12 июля 1914 — 1916                | Григорий Николаевич Трубецкой                   | 1874—1930  |                             | Посланник (фактически с 8 декабря 1914)                                                                                     |
| 1915                               | Борис Павлович Пелехин                          | 1883—1943  |                             | Поверенный в делах |
| 1916 — 1917                        | Борис Алексеевич Татищев                        | 1874—1930  |                             | Посланник |
| 1917                               | Борис Павлович Пелехин                          | 1883—1943  |                             | Поверенный в делах |
| СССР                               |                                                 |            |                             | |
| 26 июня 1940 — 8 мая 1941          | Виктор Андреевич Плотников                      | 1898—1958  | 12 июля 1940                | Полномочный представитель                                                                                                   |
| 21 августа 1941 — 12 ноября 1943   | Александр Ефремович Богомолов                   | 1900—1969  | 3 октября 1941              | |
| 12 ноября 1943 — 13 марта 1945     | Виктор Захарович Лебедев                        | 1900—1968  | 11 декабря 1943             | |
| 13 марта 1945 — 26 февраля 1946    | Иван Васильевич Садчиков                        | 1906—1989  | 24 марта 1945               | |
| 14 марта 1946 — 16 августа 1949    | Анатолий Иосифович Лаврентьев                   | 1904—1984  | 16 апреля 1946              | Отозван 16 ноября 1949 |
| 17 июня 1953 — 23 августа 1955     | Василий Алексеевич Вальков                      | 1904—1972  | 30 июля 1953                | |
| 23 августа 1955 — 1 октября 1957   | Николай Павлович Фирюбин                        | 1908—1983  | 24 сентября 1955            | |
| 1 октября 1957 — 27 ноября 1960    | Иван Константинович Замчевский                  | 1909—1979  | 5 октября 1957              | |
| 27 ноября 1960 — 30 июня 1962      | Алексей Алексеевич Епишев                       | 1908—1985  | 30 января 1961              | |
| 30 июня 1962 — 12 апреля 1967      | Александр Михайлович Пузанов                    | 1906—1998  | 12 сентября 1962            | |
| 12 апреля 1967 — 19 января 1971    | Иван Александрович Бенедиктов                   | 1902—1982  | 21 мая 1967                 | |
| 19 января 1971 — 16 мая 1978       | Владимир Ильич Степаков                         | 1912—1987  | 22 февраля 1971             | |
| 16 мая 1978 — 27 мая 1986          | Николай Николаевич Родионов                     | 1915—1999  | 8 июня 1978                 | |
| 27 мая 1986 — 28 ноября 1988       | Виктор Фёдорович Мальцев                        | 1917—2003  |                             | |
| 28 ноября 1988 — 20 сентября 1991  | Вадим Петрович Логинов                          | 1927—2016  |                             | |
| 20 сентября 1991 — 25 декабря 1991 | Геннадий Серафимович Шикин                      | 1938—2006  |                             | |
| Российская Федерация               |                                                 |            |                             | |
| 25 декабря 1991 — 29 января 1996   | Геннадий Серафимович Шикин                      | 1938—2006  |                             | |
| 29 января 1996 — 31 декабря 1999   | Юрий Михайлович Котов                           | 1941—      |                             | |
| 31 декабря 1999 — 7 февраля 2002   | Валерий Евгеньевич Егошкин                      | 1944—      |                             | |
| 7 февраля 2002 — 22 сентября 2004  | Владимир Евгеньевич Ивановский                  | 1948—2016  |                             | |
| 22 сентября 2004 — 27 марта 2008   | Александр Николаевич Алексеев                   | 1951—      |                             | |
| 27 марта 2008 — 26 сентября 2012   | Александр Васильевич Конузин                    | 1947—      | 18 апреля 2008              | |
| 26 сентября 2012 — 10 июня 2019    | Александр Васильевич Чепурин                    | 1952—      | 22 ноября 2012              | |
| 10 июня 2019 — настоящее время     | Александр Аркадьевич Боцан-Харченко             | 1957—      | 22 июля 2019                | |